# Canarium pseudosumatranum
Canarium pseudosumatranum är en tvåhjärtbladig växtart som beskrevs av Leenh.. Canarium pseudosumatranum ingår i släktet Canarium och familjen Burseraceae. Inga underarter finns listade i Catalogue of Life.